# Abbatiale Sainte-Marie de Cruas
L'abbatiale Sainte-Marie est une abbatiale romane, fondée en 804, située à Cruas, dans le département français de l'Ardèche en France. Cette abbaye a été construite sur les ruines d'une villa gallo-romaine et d'un édifice paléochrétien. Consacrée en 1095, agrandie au XIIe siècle, elle subit les crues et les guerres de Religion et est abandonnée. Réoccupée par des moines de 1628 à 1741, elle est classée monument historique depuis 1862.
Une rare tribune monastique et des chapiteaux ornés remarquablement conservés sont les aspects les plus caractéristiques du bâtiment.

## Localisation
L'abbatiale est située sur la commune de Cruas, dans le département français de l'Ardèche.

## Historique
En 804, des moines bénédictins envoyés par l'abbaye d'Aniane fondent sur ordre du comte Eribert de Vivarais, une abbaye à Cruas, sur un site occupé dès l'Antiquité par une villa gallo-romaine, puis par une église paléochrétienne à abside orientée dès la fin du Ve début du VIe siècle.
Les archevêques d'Arles avaient un droit de protection et de visite à l'abbaye qui leur fut octroyé par les rois de Provence.
L'abbatiale actuellement en place, date des XIe et XIIe siècles. Elle fut consacrée en 1095 par le pape Urbain II.
Les bâtiments conventuels qui jouxtaient l'église au sud ont été, à plusieurs reprises, détruits. Une première fois, pendant les troubles liés à la guerre de Cent Ans (au XIVe siècle) et une seconde fois à la fin du XVIe siècle lors des guerres de Religion. Ces bâtiments réduits à un champ de ruines, les moines se réfugièrent sur les hauteurs du village dans leur fortification.
Les guerres de Religion furent dévastatrices pour la petite abbaye, qui ne s'en remettra jamais. En 1741, l'évêque de Viviers prit une ordonnance qui supprima la mense conventuelle accordée aux moines, et leur interdit d'en former de nouveaux.
En 1768 : il ne reste plus que deux moines à l'abbaye de Cruas.
Lorsque les mouvements révolutionnaires éclatent il n'y a déjà plus un seul moine à Cruas.
L'édifice est classé au titre des monuments historiques en 1862.

## Description
L'abbaye, fondée en 804 par les bénédictins, n'a conservé aucun vestige antérieur au XIe siècle.

### Le bâti

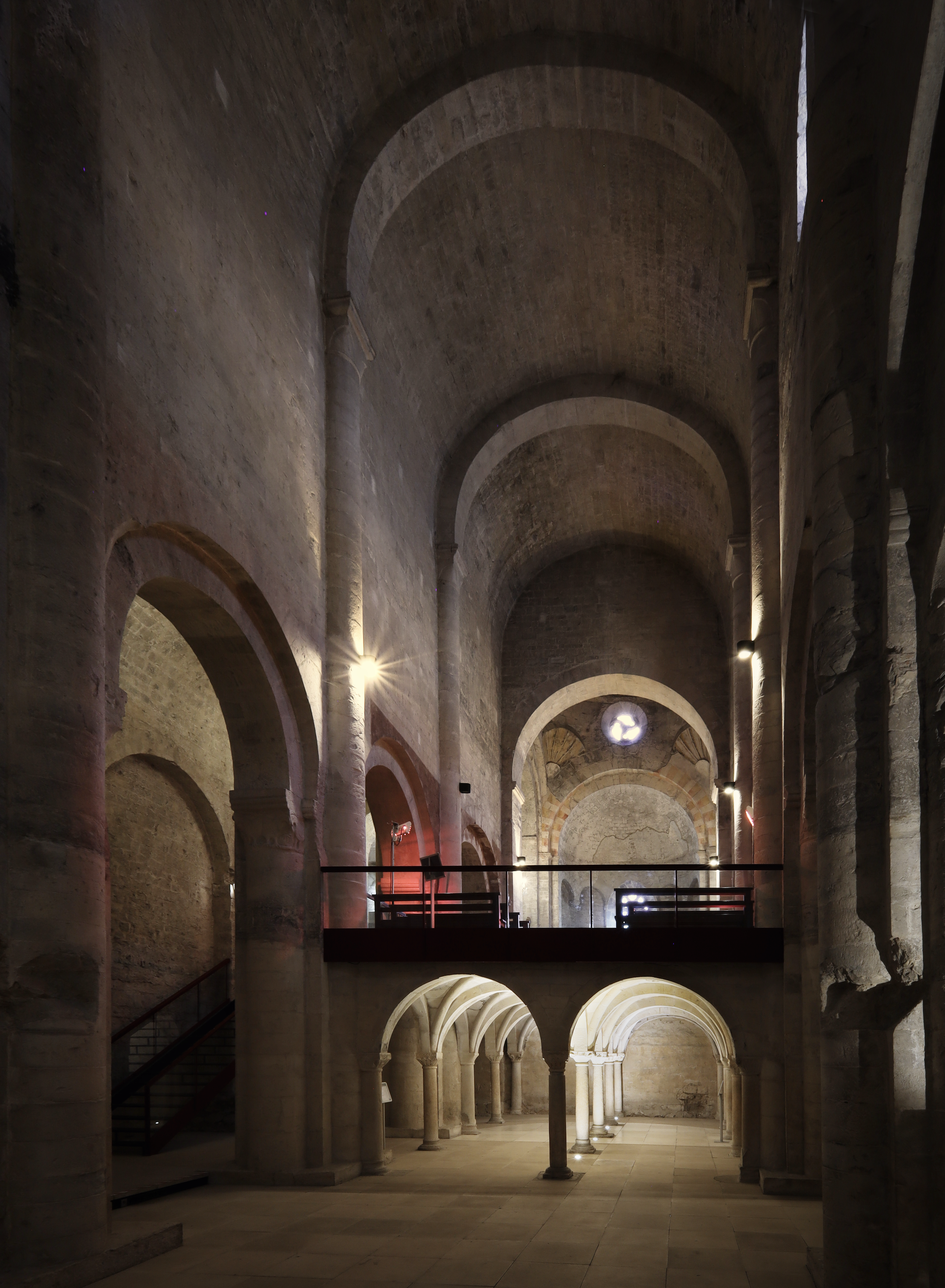
La nef et la tribune

L'abbatiale de Cruas est un édifice de style romano-lombard, sauf dans sa partie ouest où est situé le clocher-porche qui lui, emprunte aux courants artistiques venus du Velay et du Viennois.
Elle possède une rare et magnifique tribune monastique édifiée au milieu du XIIe siècle parfaitement conservée. Au-dessus de la croisée du transept, se dresse une tour ronde à lanterne.
L'abside située dans le chœur des moines est particulièrement réputée pour sa mosaïque de style byzantin exécutée dans le premier quart du XIIe siècle.
Le portail présente trois voussures reposant sur des colonnettes coiffées de chapiteaux. Au-dessus du porche, une fenêtre surmontée d'une archivolte à lobes a été en partie murée au XVe siècle. On y trouve un oculus (style flamboyant).
Le clocher est carré, de style roman, à trois étages en retraits.
Dans la crypte, les colonnes monolithes dotées de chapiteaux archaïques sculptés d'animaux témoignent des débuts de la sculpture romane.

### Le sanctuaire
Le sanctuaire accueillant les offices est situé sur la tribune monastique. Plusieurs éléments aux fonctions liturgiques précises : 
- le siège de présidence ;
- la croix du Christ placée au sud de l'axe central de l'édifice contre les nervures des piliers soutenant la voûte de l’abside ;
- l’ambon du dernier quart du XXe siècle ;
- l’autel en marbre gris du XIe siècle retrouvé lors des fouilles de la partie basse de l'abbatiale. La table, légèrement creusée, est soutenue par de petites colonnes en matériau moderne transparent où sont incorporées les vestiges des colonnes d’origine ;
- le tabernacle est disposé à proximité de l'autel. Il est placé au nord de l'axe central contre les nervures des piliers soutenant la voûte de l’abside.

## Fouilles archéologiques

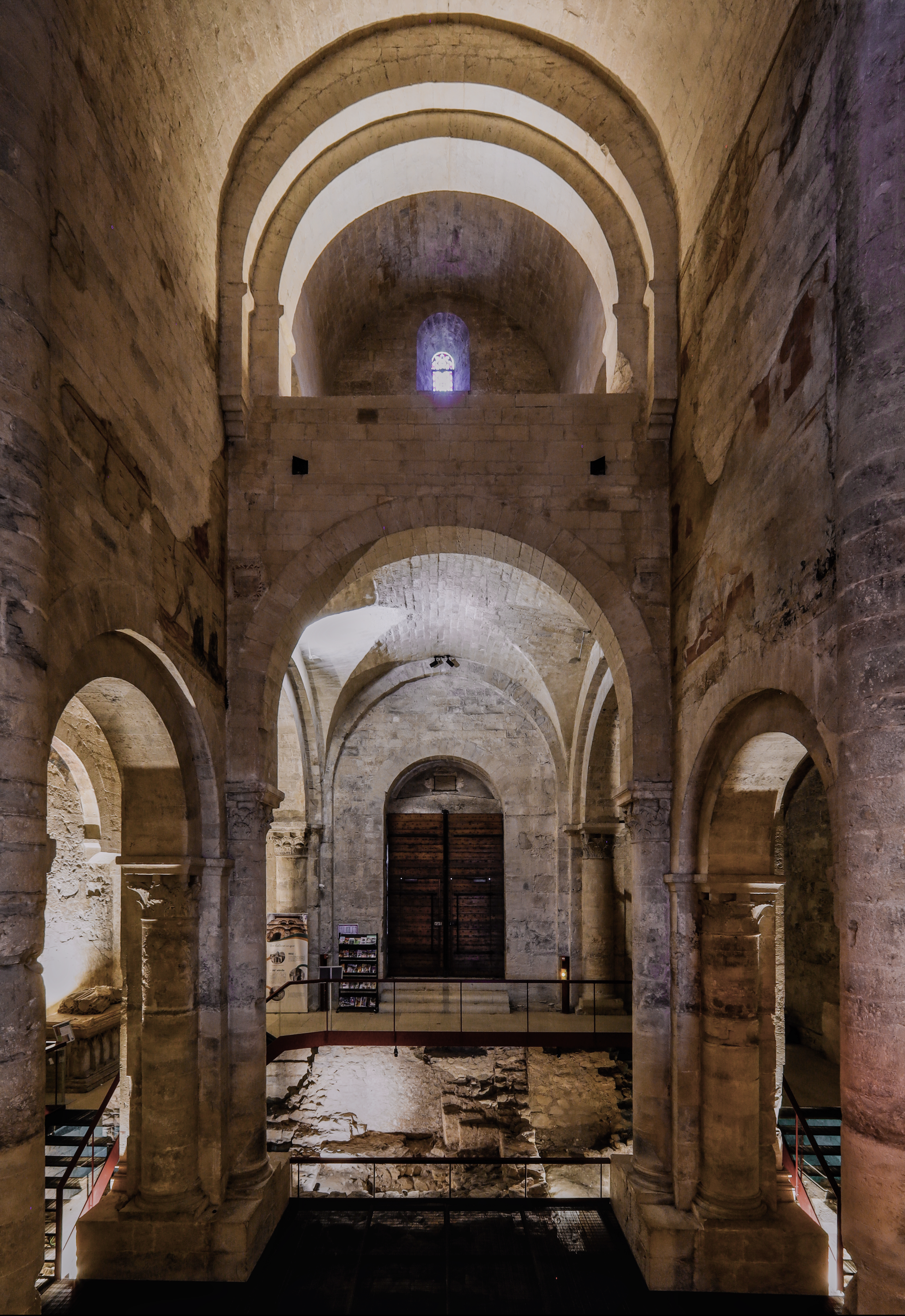
Foilles archéologiques

En novembre 2020, dans le cadre de l'aménagement d'un espace public, une fouille de l'Inrap sur une superficie de 180 m2 à une profondeur de 4 m permis de mettre en évidence différents niveaux d'occupation des sols par suite des inondations du Crûle dans les caves de l'abbaye. Au XIXe siècle de nombreux éléments du monastère en ruines furent réemployés dans la construction des maisons alentour.

## Abbés

### Abbés réguliers
- 855 - Uliébaud
- 881 - Rostang, archevêque d'Arles[5]. En 891-900, Rostang est dit évêque et également abbé de l'abbaye Sainte-Marie-et-Saint-Michel de Goudargues[6]
- 914-961 : Manassès, archevêque d'Arles, neveu d'Hugues, roi d'Italie. Il se fait confirmer en 921 la possession des abbayes d'Aniane, de Goudargues et de Cruas (ibid, n° 243).
- 970 - Abraham, mais c'est Ithier d'Arles (?-981), qui dédie l'église et figure seul dans l'acte[7]
- 1495 - Jean de Tournon - un acte du 29 février 1499, évoque le passage de la communauté de Lachamp à l'abbaye de Cruas, à la suite d'une action de Jean Tournon, abbé de Cruas et seigneur des Tourette et de Lachamp, qui souhaitait protéger ses fermiers des foudres de l'évêque de Valence. Ces derniers avaient caché une femme accusée d'hérésie dans le château des Tourettes.

### Abbés commendataires
- Scipion de La Rolière
- 1517-1520 - Gaspard de Tournon (?-1520), évêque de Valence
- 1525-1542 - Jean Le Merle de Rébé. Adossée à l'absidiole sud, de l'église abbatiale, cette chapelle funéraire gothique, fut construite pour y faire reposer la dépouille de l'abbé. Après avoir été démontée lors de travaux de dégagement, elle fut reconstruite en 2003 et sert de sacristie.
- 1680 - Hugues-Humbert de Servien, puis abbé de Léoncel en 1681
- 1708 - Daniel de Cosnac (1628-1708), archevêque d'Aix
- Jean-Bernard de Coriolis (1681-1752), abbé de Gaillac, chanoine d'Aix, mort à Aix le 21 avril 1752.
- Paul de Boyer d'Éguilles (1709-1785), docteur en Sorbonne, chanoine de l'église d'Aix, abbé également de l'abbaye de l'Épau, chanoine de Saint-Sauveur[8]

## Personnalités, et moines célèbres
- Ithier d'Arles (?-981), (Ictérius),  archevêque d'Arles vient en 970 consacrer l'église.

## Propriétés, revenus
- Vers 1360 : acquisition de la terre  de Lachamp, avec celle des Tourrettes par l'abbé de Cruas. Les abbés en resteront les seigneurs jusqu'à la Révolution.